# Gruppo dell'Orsiera
Il gruppo dell'Orsiera è un gruppo montuoso situato in Piemonte, appartenente alle Alpi del Monginevro nelle Alpi Cozie, che raggiunge la sua massima elevazione con il Monte Orsiera (2.890 m).

## Caratteristiche

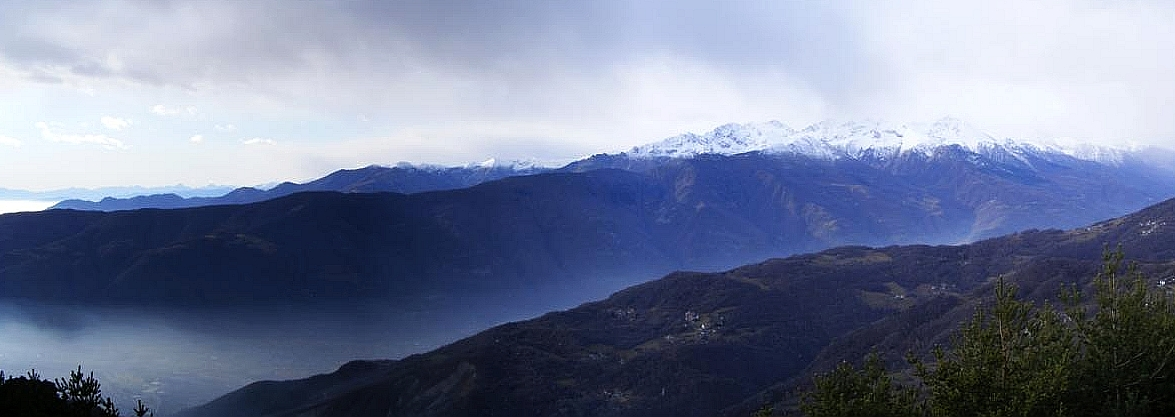
Il gruppo visto da nord-est (Condove, Alpe Catelletto)

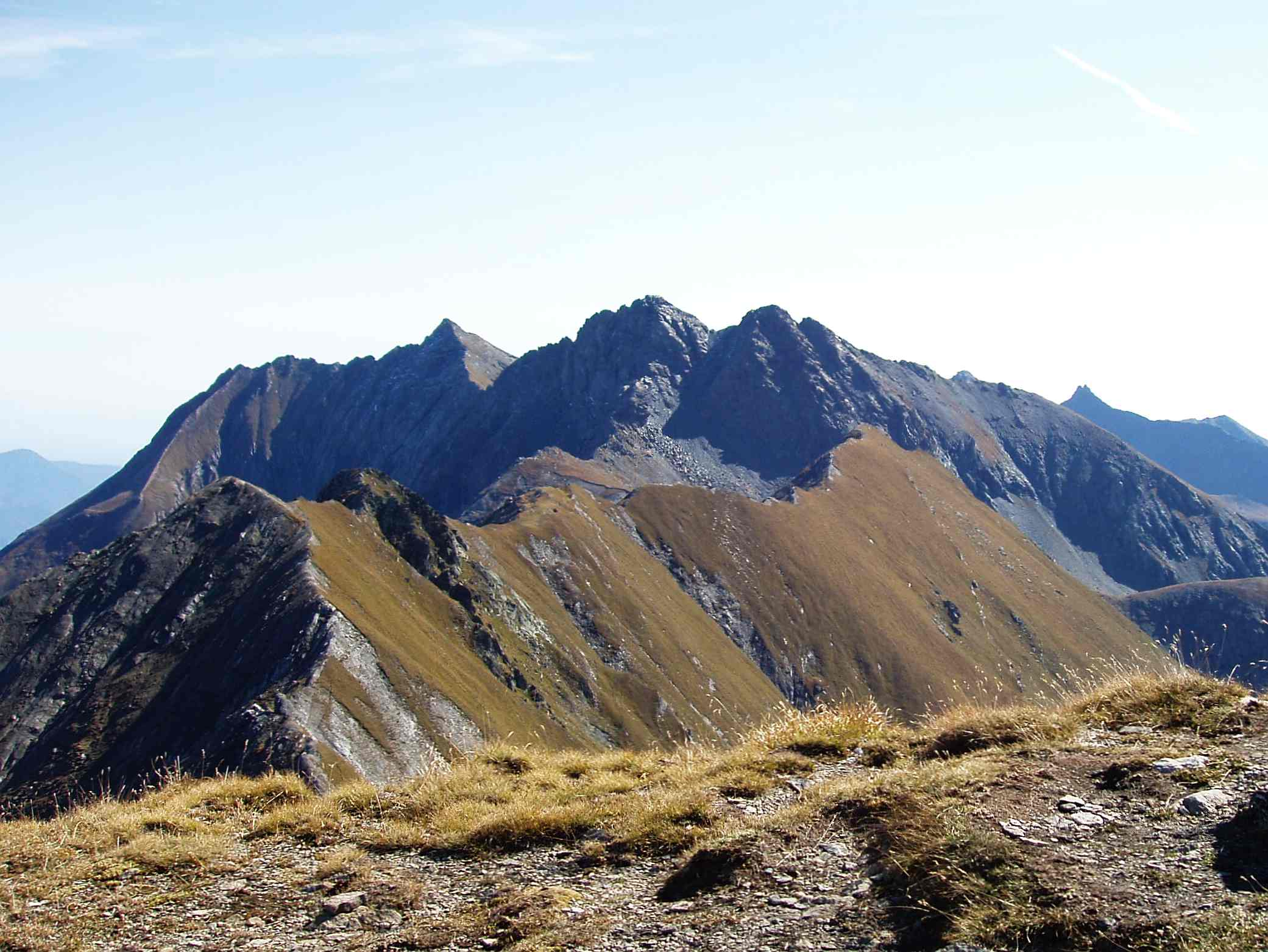
L'Orsiera vista dal Pelvo

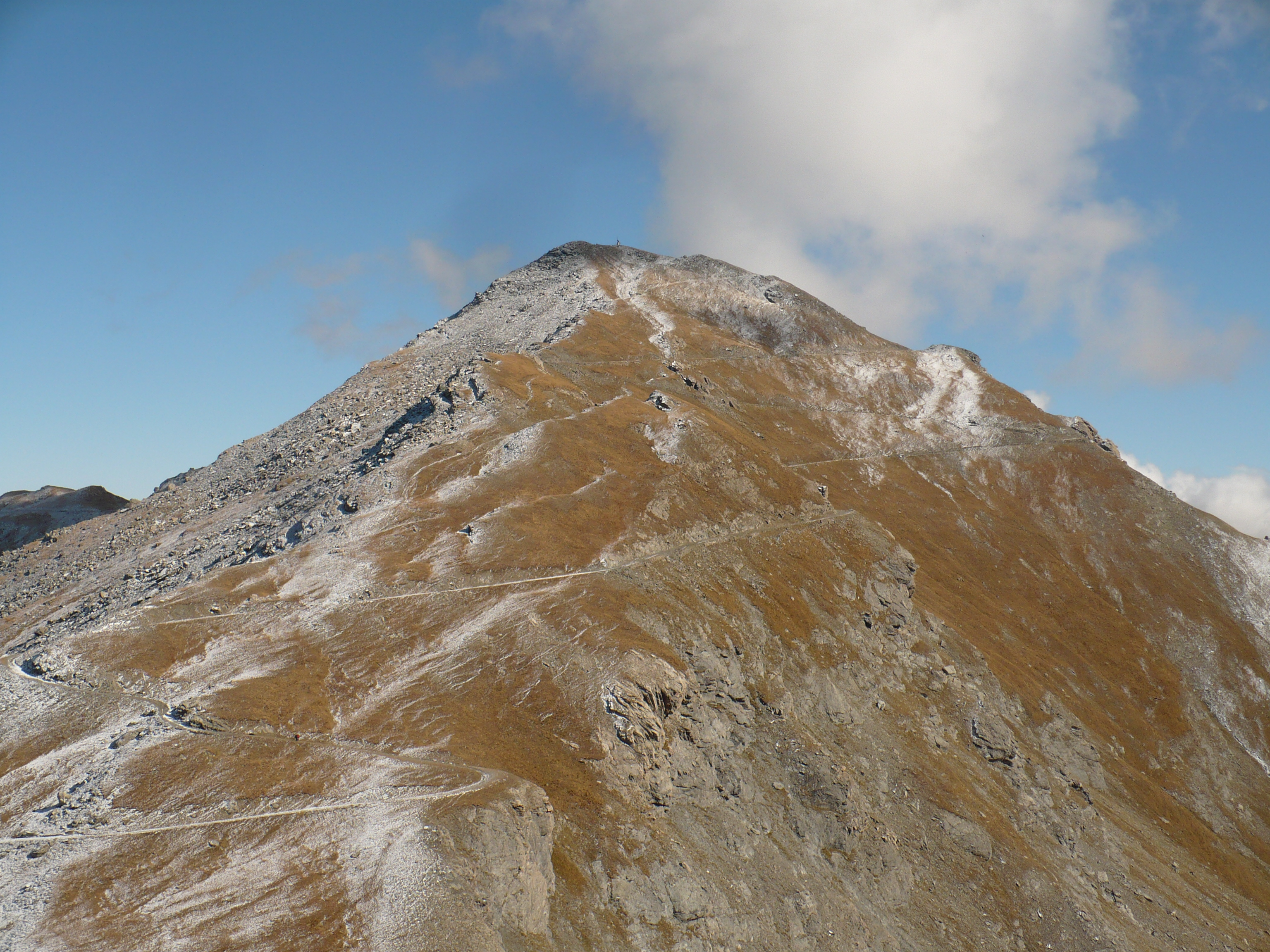
Cima Ciantiplagna

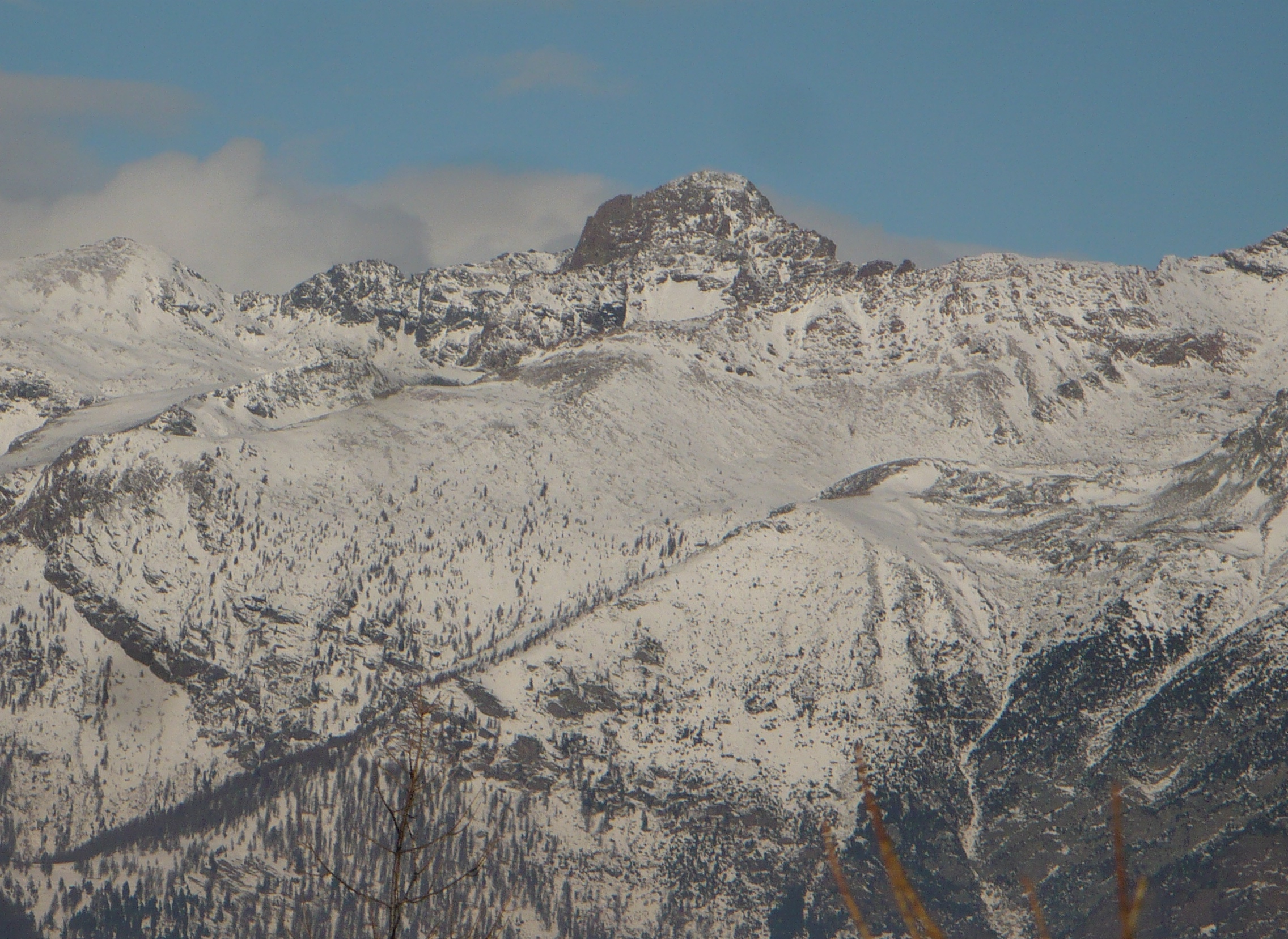
Punta Cristalliera

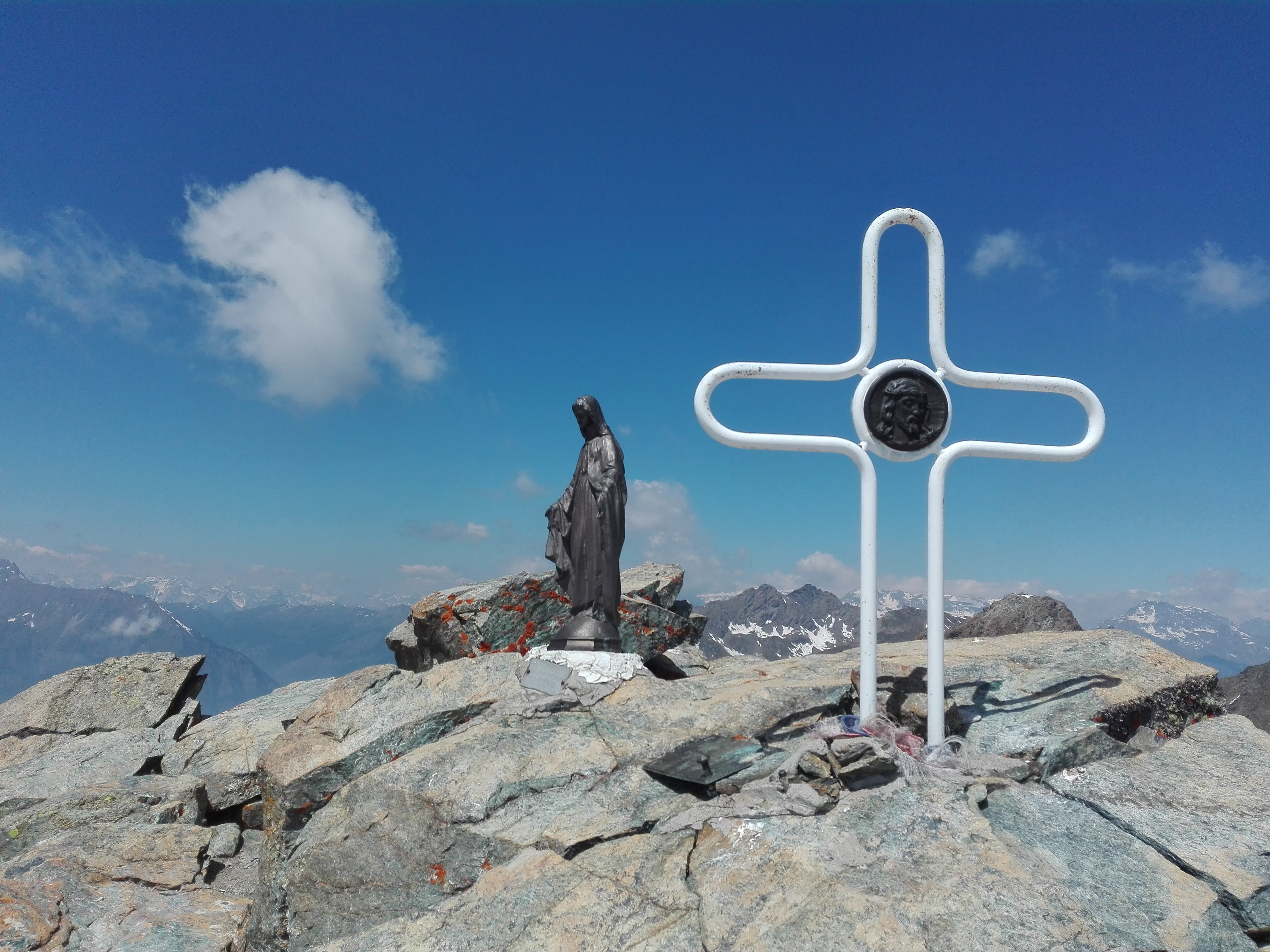
Monte Rocciavrè

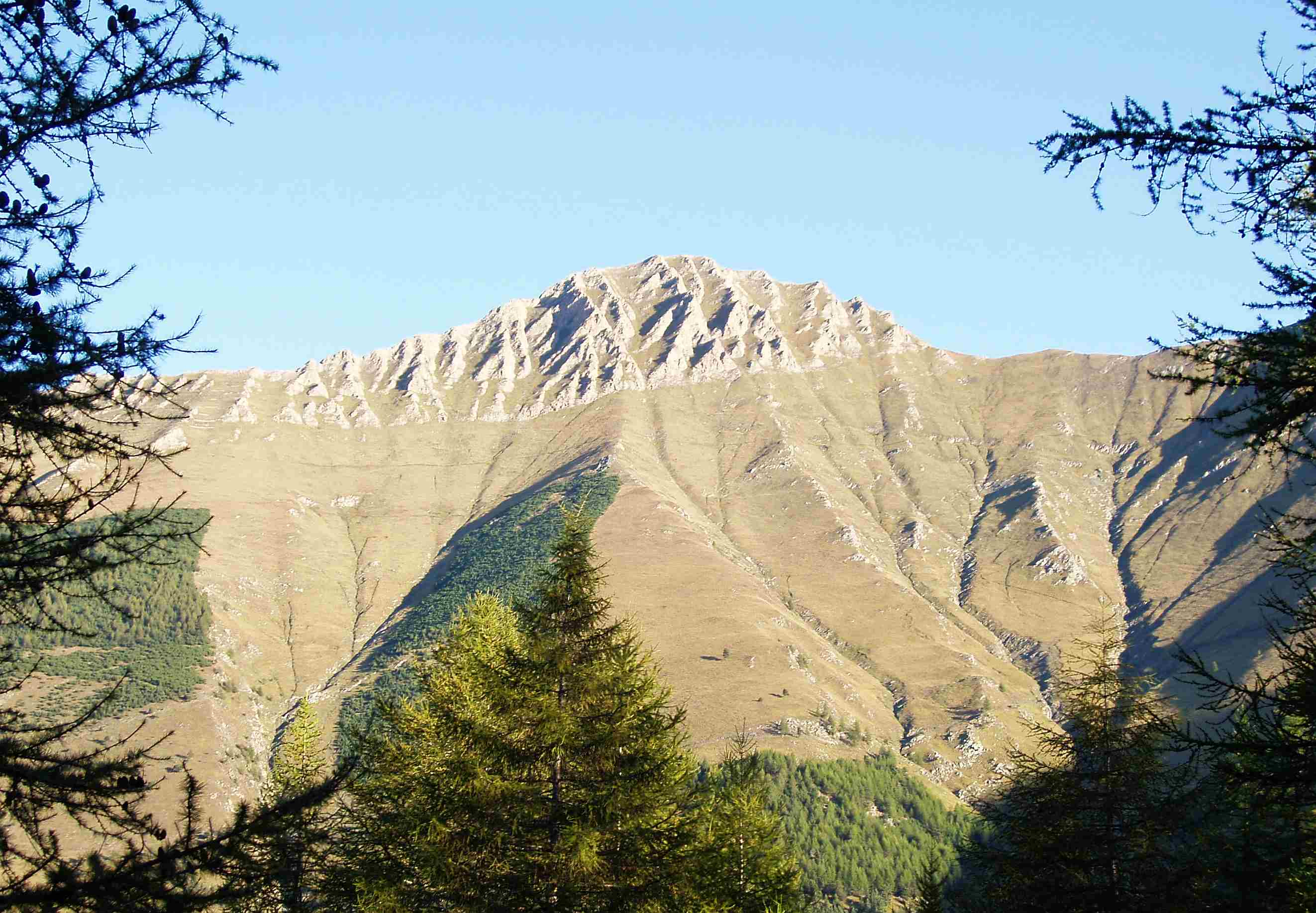
Monte Pelvo

Nella sua parte più occidentale è delimitato dal Colle del Sestriere (che lo separa dal Gruppo Queyron-Albergian-Sestrière), prosegue quindi con andamento ovest - est facendo da spartiacque tra i bacini della Dora Riparia e del Chisone e si allarga infine verso sud-est dando origine alle costiere che definiscono la Val Sangone e le brevi vallate che costituiscono il bacino del Chisola.

## Classificazione
La SOIUSA definisce il Gruppo dell'Orsiera come un gruppo alpino e vi attribuisce la seguente classificazione:
- Grande parte = Alpi Occidentali
- Grande settore = Alpi Nord-occidentali
- Sezione = Alpi Cozie
- Sottosezione = Alpi del Monginevro
- Supergruppo = Catena Bucie-Grand Queyron-Orsiera
- Gruppo = Gruppo dell'Orsiera
- Codice = I/A-4.II-A.3

## Suddivisione
Il gruppe dell'Orsiera viene suddiviso in due sottogruppi:
- costiera Fraiteve-Assietta-Ciantiplagna (a)
- costiera Orsiera-Rocciavrè (b).

Il profondo intaglio del Colle delle Finestre separa tra loro i due sottogruppi.

## Montagne principali
Le montagne principali che interessano il massiccio sono:
- Monte Orsiera - 2.890 m
- Cima Ciantiplagna - 2.849 m
- Punta Cristalliera - 2.801 m
- Monte Rocciavrè - 2.778 m
- Monte Pelvo - 2.773 m
- Cima delle Vallette - 2.745 m
- Monte Français Pelouxe - 2.736 m
- Monte Fraiteve - 2.701 m
- Punta Fattiere - 2.698 m
- Monte Robinet - 2.679 m
- Monte Pian Real - 2.619 m
- Monte Gran Costa - 2.615 m
- Monte Blegier - 2.585 m
- Testa dell'Assietta - 2.566 m
- Monte Genevris - 2.545 m (cima est)
- Monte Pintas - 2.543 m
- Punta di Moncrons - 2.507 m
- Punta Costabruna - 2.406 m
- Monte Gran Cerogne - 2.387 m
- Monte Muretto - 2.282 m
- Monte Bocciarda - 2.201 m
- Punta dell'Aquila - 2.119 m
- Monte Salancia - 2.088 m
- Monte Cugno dell'Alpet - 2.072 m
- Rocca del Colle - 2.063 m
- Punta della Merla - 1.907 m
- Punta dell'Orso - 1.906 m
- Monte Luzera - 1.796 m
- Punta del Loson - 1.723 m
- Monte Muretto - 1.707 m
- Monte Cristetto - 1.611 m
- Monte Freidour - 1.445 m
- Monte Tre Denti - 1.365 m
- Monte Sette Confini - 1.358 m
- Monte Brunello - 1.274 m
- Monte Parpaiola - 1.234 m
- Monte Ciabergia - 1.179 m
- Monte Pirchiriano - 936 m
- Monte Pietraborga - 926 m
- La Montagnazza - 892 m
- Rocca Due Denti - 885 m
- Monte San Giorgio - 837 m
- Truc le Creste - 827 m
- I Rôcàs - 825 m
- Moncuni - 641 m

## Rifugi alpini

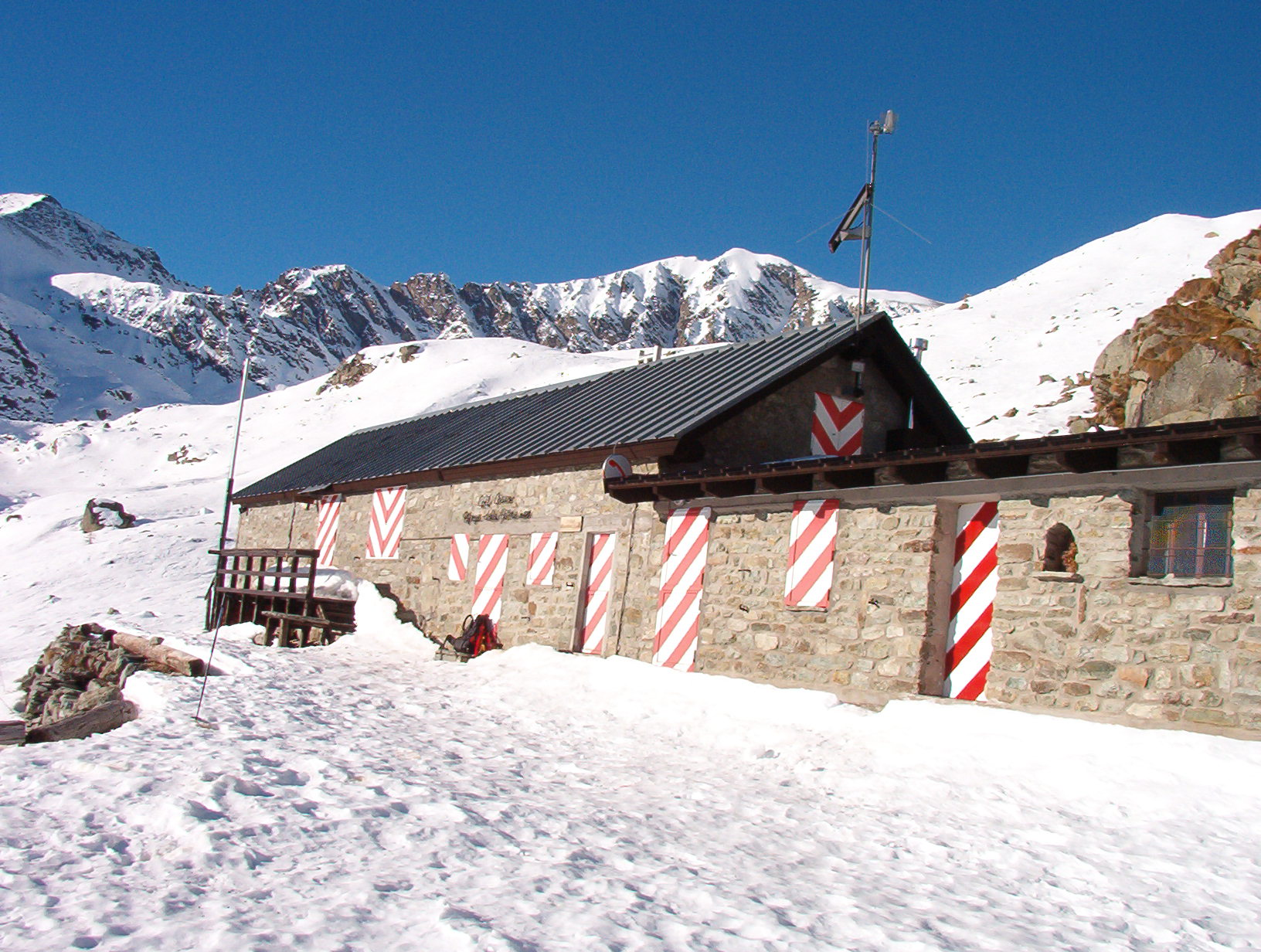
Il rifugio della Balma

Per favorire l'escursionismo e la salita alle vette il gruppo è dotato di alcuni rifugi alpini:
- Rifugio Selleries - 2.030 m
- Rifugio Balma - 1.986 m
- Rifugio Ciao Pais - 1.890 m
- Rifugio Daniele Arlaud - 1.770 m
- Rifugio Toesca - 1.710 m
- Rifugio Amprimo - 1.385 m
- Rifugio Valgravio - 1.340 m
- Rifugio Melano - 1.060 m

## Sport invernali

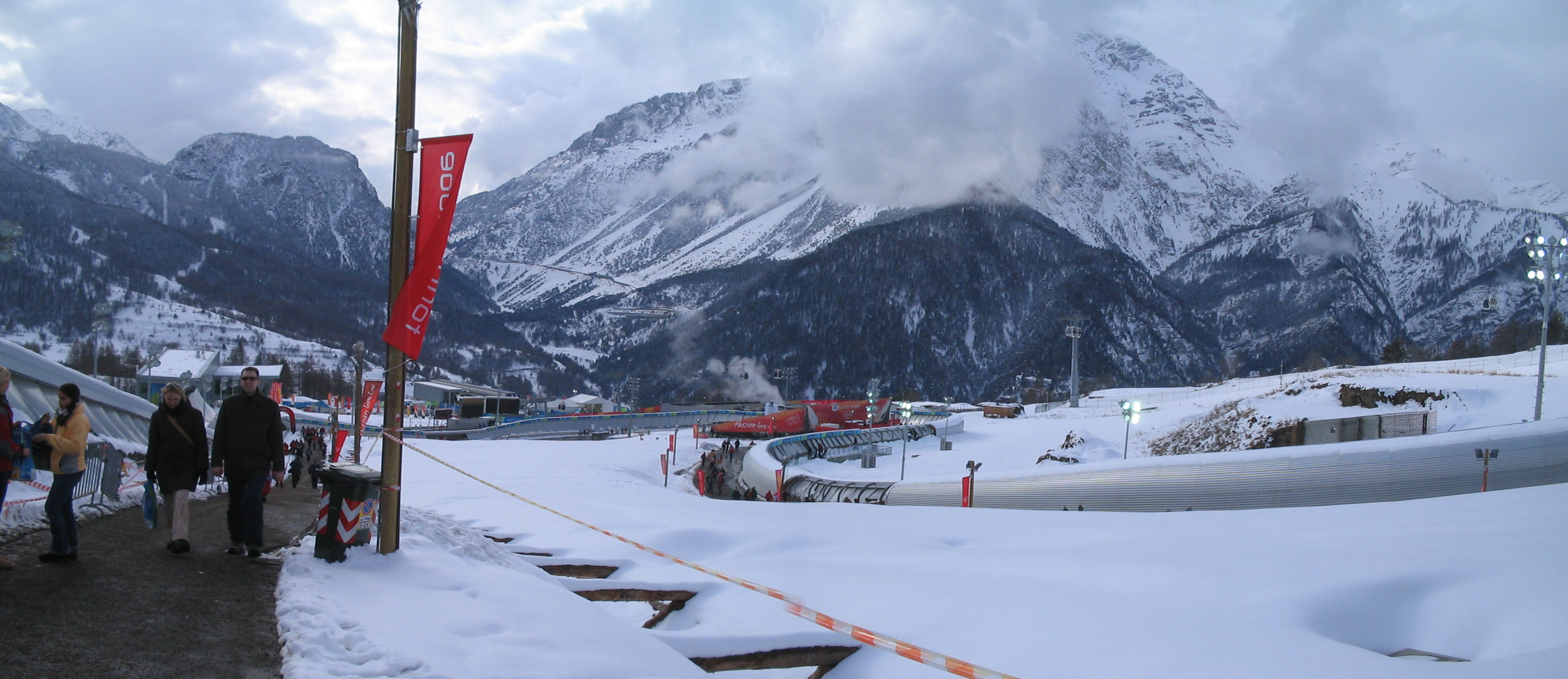
Pista olimpica di bob a Cesana

La parte occidentale del gruppo montuoso è interessata dal grande comprensorio sciistico della Via Lattea dove, tra l'altro, si sono svolte varie gare dei XX Giochi olimpici invernali.
Sul versante Valsusino si trova inoltre la piccola stazione sciistica di Pian del Frais. Sono tuttora attivi gli impianti di Meinard - Pian Neiretto, presso Coazze, mentre gli impianti dell'Aquila di Giaveno (Val Sangone), attivi fino ai primi anni ottanta, sono da tempo chiusi..

## Aree protette
Parte del gruppo dell'Orsiera ricade all'interno di due parchi naturali regionali: quello dell'Orsiera - Rocciavrè, che comprende la zona a cavallo dei bacini idrografici di Chisone, Dora Riparia e Sangone, e quello del Gran Bosco di Salbertrand, che si estende sulla destra idrografica della Dora tra Chiomonte e Oulx.
L'estremo lembo sud-orientale della catena montuosa è inoltre interessato dai due parchi naturali provinciali del Monte Freidour e del Monte San Giorgio.

## Viabilità
Per il Colle delle Finestre transita una strada parzialmente sterrata che collega Usseaux con Meana di Susa, nota come una delle salite ciclistiche più dure d'Europa e per la quale, a partire dagli anni 2000, è transitato varie volte il Giro d'Italia. Nella parte occidentale del gruppo alpino corre la ex-strada militare dell'Assietta, una sterrata aperta al transito dei mezzi motorizzati nei periodi sgombri di neve e che unisce Usseaux con Sestriere passando per il Colle dell'Assietta. 